# Championnats du monde de biathlon 1981
Les Championnats du monde de biathlon 1981 se tiennent à Lahti (Finlande), du 12 au 15 mars 1981.

## Les résultats
| Épreuve                      | Or                                                                          | Argent                                                                              | Bronze                                                                                 |
| 14 mars : Sprint 10 km H     | Frank Ullrich                                                               | Erkki Antila                                                                        | Yvon Mougel                                                                            |
| 12 mars : 20 km individuel H | Heikki Ikola                                                                | Frank Ullrich                                                                       | Erkki Antila                                                                           |
| 15 mars : Relais 4×7,5 km H  | Allemagne de l'Est Mathias Jung Matthias Jacob Frank Ullrich Eberhard Rösch | Allemagne de l'Ouest Peter Angerer Andreas Schweiger Fritz Fischer Franz Bernreiter | Union soviétique Vladimir Alikin Anatoli Aliabiev Vladimir Barnachov Vladimir Gavrikov |

## Tableau des médailles
| Médailles | Pays                 | Or | Argent | Bronze | Ensemble |
| --------- | -------------------- | -- | ------ | ------ | -------- |
| 1         | Allemagne de l'Est   | 2  | 1      | 0      | 3        |
| 2         | Finlande             | 1  | 1      | 1      | 3        |
| 3         | Allemagne de l'Ouest | 0  | 1      | 0      | 1        |
| 4         | France               | 0  | 0      | 1      | 1        |
| 4         | Union soviétique     | 0  | 0      | 1      | 1        |